# Wir waren in Karl-Marx-Stadt
Wir waren in Karl-Marx-Stadt ist ein Dokumentarfilm des DEFA-Studios für Wochenschau und Dokumentarfilme von Jürgen Böttcher aus dem Jahr 1967.

## Handlung
Der Film berichtet vom Pfingsttreffen der FDJ 1967 in Karl-Marx-Stadt, an dem  hunderttausende Jugendliche aus allen Teilen der DDR und Gäste aus 57 Ländern der Welt teilnehmen.
Zeitgleich tagt in Karl-Marx-Stadt das VIII. Parlament der FDJ, an dem fast 2500 Delegierte teilnehmen und dem sich der Film in seinem ersten Beitrag widmet. Nach den Aufzählungen der erzielten Erfolge seit dem VII. Parlament schlägt der Zentralrat der FDJ dem jetzigen Parlament vor, den Ministerrat der Deutschen Demokratischen Republik zu bitten, der FDJ den Aufbau des Kernkraftwerks Nord als Zentrales Jugendobjekt zu übertragen. Anschließend überbrachte Erich Honecker im Auftrag Walter Ulbrichts die Grüße des Zentralkomitees der SED, verbunden mit den Wünschen für den Erfolg bei den großen Aufgaben. Besonders begrüßt wurde eine Delegation des sowjetischen Komsomol. Der Bericht von der Tagung endet mit der einstimmigen Wahl Günther Jahns zum Ersten Sekretär des Zentralrats der FDJ.
Es folgen Eindrücke von den Erlebnissen während des Pfingsttreffens. Dazu gehören auch verschiedene musikalische Darbietungen von Singegruppen, wie dem Oktoberklub. Ein sowjetisches Folklore-Tanzensemble ist zu sehen, Hochseilartisten geben ihr Bestes und eine Vielzahl sportlicher Wettbewerbe findet statt, aber auch Kahnfahrten auf dem See sind möglich. Was jedoch in allen Filmsequenzen zu sehen ist, ist eine ausgelassene und fröhliche Stimmung unter den Jugendlichen. Da werden Adressen ausgetauscht, Unterhaltungen gepflegt, da wird auf der Wiese gelegen, spaziert, fotografiert und diskutiert.
Natürlich darf während einer solchen Zusammenkunft eine Demonstration nicht fehlen. Auf der Tribüne positionieren sich auch Erich Honecker und Günther Jahn. Nachdem hunderte Friedenstauben in den Himmel entlassen werden, beginnt der vier Stunden dauernde Vorbeimarsch der Teilnehmer des Pfingsttreffens, bei dem sie in Bildern und Worten ihren Dank, ihr Anliegen äußern. Darin beteuern sie ihre Liebe und Treue zur DDR, ihre Freundschaft zur Sowjetunion, die eine Herzensangelegenheit ist, ebenso, wie der proletarische Internationalismus. Aktuell wird die eben erst errichtete griechische Militärdiktatur verurteilt. Große Anteilnahme gibt es, begleitet von Ami – go home!-Rufen, für das heldenhaft kämpfende vietnamesische Volk, das mit einer großen Delegation auf der Demonstration vertreten ist.
Diese Tage werden auch für Treffen zwischen alten Genossen und den Delegierten genutzt. Von den Genossen saßen viele im Konzentrationslager und haben sich zum Teil über Jahre nicht gesehen. In den Gesprächen mit den Jugendlichen vermitteln sie ihre im Kampf erworbenen Kenntnisse. Natürlich ist die zur Verfügung stehende Zeit immer viel zu kurz, um ausführlich über einzelne Themen zu sprechen. Ein Arbeiterveteran bemängelt zum Beispiel, dass in der öffentlichen Wahrnehmung immer wieder von den Anstrengungen und den schweren Opfern, die gebracht wurden, die Rede ist, aber die Erfolge nicht ausreichend gewürdigt werden. Ein anderer Genosse erinnert sich an eine Rede von Ernst Thälmann auf dem Chemnitzer Theaterplatz und ist heute noch begeistert über dessen Auftritt und seiner Warnung vor Adolf Hitler.
Die Dokumentation über das Pfingsttreffen der FDJ 1967 wird mit dem großen Feuerwerk und Tanzabend sowie einen letzten Kommentar beendet, der hier als Zitat wiedergegeben ist:

„Der Jugend ist es gegeben, für den Begriff Höhepunkt noch einen Superlativ zu finden und zu erleben. Ein Zitat, gesprochen auf dem VII. Parteitag der Sozialistischen Einheitspartei Deutschlands soll Epilog und Prolog zugleich sein: Die sozialistische Deutsche Demokratische Republik ist nicht nur deshalb ein Staat der Jugend, weil wir zur Entfaltung aller Fähigkeiten freie Bahn geschaffen hatten, Die Deutsche Demokratische Republik ist Staat der Jugend gerade darum, weil sie von der Jugend mitgeschaffen, das Fortschrittliche und Zukunftsträchtige ist.“

## Produktion und Veröffentlichung
Wir waren in Karl-Marx-Stadt wurde unter dem Arbeitstitel Pfingsttreffen der FDJ 1967 als Schwarzweißfilm hergestellt. Die Erstaufführung fand am 15. September 1967 statt.

## Auszeichnungen
- 1967: Erich-Weinert-Medaille[1]